# Giuseppe Baini
Giuseppe Baini (Roma, 21 de outubro de 1775 — Roma, 21 de maio de 1844) foi um sacerdote italiano, crítico de música e compositor de música para igreja.

## Biografia
Baini foi instruído na composição musical por seu tio, Lorenzo Baini e mais tarde por Giuseppe Jannacconi. Em 1814, foi nomeado diretor musical do coro da capela pontifícia, para o qual ele já havia sido admitido em 1802 em virtude de sua rara voz de baixo. Suas composições, das quais muito poucas foram publicadas, eram exemplares muito representativos do severo estilo eclesiástico; uma em particular, um Miserere, composto para a Semana Santa em 1821 por ordem do Papa Pio VII, ocupou um lugar permanente nos serviços da Capela Sistina durante a Semana da Paixão.
Baini ocupou um lugar de destaque, contudo, mais como crítico e historiador musical do que como compositor e sua Vida de Palestrina (Memorie storico-critiche della vita e delle opere di Giovanni Pierluigi da Palestrina, 1828) é classificado como um dos melhores trabalhos de seu gênero. A frase Il Principe della Musica, que se tornou muito associada ao nome de Palestrina, origina-se com esta biografia.

## Escritos
- Dissertazione sopra i tuoni del canto gregoriano con l'aggiunta infine delle regole per gli istromenti ebdomadarj: scritta a maggior chiarezza per interrogazioni e risposte ad uso de' cappelani-cantori pontificj
- Regole circa il modo di cantare le Lezioni, le Lamentazioni ed i Capitoli, e di intuonare il canto gregoriano secondo lo stile osservato dai cappellani-cantori della Cappella pontificia: epilogate da uno de'cappellani suddetti l'anno 1806
- Breve notizia istorica e regole del contrappunto solito farsi da' Cantori pontificj nel cantare il canto gregoriano; e per incidenza, si tratta la questione se i cantori della Cappella giulia nella Basilica vaticana siano più antichi o almeno fosse immutuato il loro corpo per formare a parte li cappellani-cantori pontificj
- Mottetto a quatro cori del sig. maestro D. Marco Santucci premiato dall'Accademia Napoleone in Lucca, l'anno 1806 (1807)
- Difesa del solfeggiamento regolato dalla variazione de' tuoni, contro i partigiani delle mutazioni, del setticlave e dell'unica lettura (1808)
- Dimostrazione della preminenza del solfeggio con dodici monosillabi, sopra tutti gli altri sistemi di solfeggio (1808)
- L'artificio e le regole da osservarsi nel comporre tre sorte di canoni: 1° monotoni ne' quali la guida sia una sola parte; 2° monotoni ne' quali la guida sia in quattro parti; 3° sopra una sola riga (1808)
- Controversia musicale fra Giuseppe Baini, cappello-cantore pontificio ed i sig. esaminatori della vener. Congregazione de'musici de S. Cecilia di Roma insorta per i pubblico concorso delli 2 maggio 1809, in cui fu rimesso a nuoo esame il giovinetto Giuseppe Giovannini, alunno nella vener. pia Chiesa degli orfani (1809)
- Seconda Lettera … ai venerat. sig. Maestri esaminatori della Congregazione di S. Cecilia, sullo stesso soggetto
- Trattato della fuga sul canto fermo
- Risposta di Giuseppe Baini, cappellano-cantore pontificio all'opuscolo del sig. Maestro Giuseppe Rossi, impresso in Terni nel 1809, col titolo 'Alli intendenti di contropunto': opuscolo dove oltre la principal questione circa gli accordi da darsi alla scala, si dilucidano alcuni punti quanto interessanti altrettanto oscuri della scienza musica (1810)
- Saggio sopra l'identità de' ritmi musicale e poetico (1820, Firenze)
- Tentamen renovationis musicae harmonicae syllabico-rhythmicae, super cantu gregoriano, saeculo primo in ecclesia pervulgatae
- Memorie storico-critiche della vita e delle opere di Giovanni Pierluigi da Palestrina, cappellano-cantore, e quindi compositore della cappella pontificia, maestro di cappella delle basiliche Vaticana, Lateranense e Liberiana, detto il principe della musica (1828, Roma)
- Disquisizione sopra le note di canto delle sei sequenze o ritmi di Pietro Abelardo detti "Pianti"
- Risposta ai dubbj proposti al sig. Maestro Basily dal Maestro Catrufo con lettera dei 29 septembre 1843, da Londra
- Intorno alla creazione di una scuola di musica nella pia casa di lavoro detta "Delle terme Diocleziame"